# Monocyclanthus vignei
Monocyclanthus vignei Keay – gatunek rośliny z monotypowego rodzaju Monocyclanthus w obrębie rodziny flaszowcowatych (Annonaceae Juss.). Występuje naturalnie w klimacie tropikalnym Afryki – w Liberii oraz Ghanie. 

## Morfologia
PokrójZimozielone drzewo.
LiścieNaprzemianległe. Mają podłużnie eliptyczny kształt. Mierzą 13–25 cm długości oraz 5–7,5 cm szerokości. Blaszka liściowa jest o spiczastym wierzchołku. Ogonek liściowy jest nagi i dorasta do 5–7 mm długości.
KwiatyZebrane po kilka w pęczki, rozwijają się na pniach i gałęziach (kaulifloria). Mają 3 zrośnięte działki kielicha. Płatków jest 6, ułożone w jednym okółku, są wolne, nienakładające się na siebie, mają trójkątnie lancetowaty kształt i żółtą barwę, osiągają do 14–16 mm długości. Dno kwiatowe ma elipsoidalny kształt, z licznymi pręcikami. Kwiaty mają 7 owłosionych i wolnych owocolistków.

## Biologia i ekologia
Rośnie w lasach.